# ابوالحسین حسینی قرشی
ابوالحسین حسینی قرشی (عربی: أبو الحسین الحسینی القرشی) چهارمین خلیفهداعش بود. وی از ۳۰ نوامبر ۲۰۲۲ تا ۲۹ آوریل ۲۰۲۳، خلافت این گروه را برعهده داشت که در نهایت، داعش، کشته‌شدن او را به صورت رسمی اعلام کرد.

## کشته‌شدن
رجب طیب اردوغان، رئیس‌جمهور ترکیه، در ۳۰ آوریل ۲۰۲۳ اعلام کرد که سازمان اطلاعات ملی ترکیه در ۲۹ آوریل ابوالحسین را رهگیری کرده و کشته است.
در ۳ اوت ۲۰۲۳، سخنگوی رسمی داعش، ابوحثیفه انصاری، مرگ ابوالحسین حسینی قرشی را اعلام کرد. این گروه کشته‌شدن وی توسط نیروهای ترکیه را تکذیب کرد و در عوض ادعا کرد که وی در درگیری مستقیم با گروه هیئت تحریر شام در استان ادلب در شمال غربی سوریه تحت کنترل شورشیان کشته‌شده است. او همچنین گفت فردی به نام ابوحفص هاشمی قرشی به جانشینی او انتخاب شده است.

## یادداشت
1. ↑  دولت اسلامی خود را به‌عنوان یک خلافت و رهبر خود را به‌عنوان خلیفه توصیف می‌کند، اما این موضوع از سوی عمدهٔ مسلمانان مورد پذیرش قرار نگرفته است و از سوی چندین نفر از عالمان و مقامات مسلمان انکار شده است.[۲][۳][۴]